# Uno Sebenius
Johan Uno Sebenius, född 10 september 1862 i Glava socken, död 18 december 1932 i Rochester, Minnesota, var en svenskamerikansk bergsingenjör.
Uno Sebenius var son till fanjunkaren Carl Wilhelm Sebenius. Efter mogenhetsexamen i Karlstad 1882 och bergsingenjörsexamen vid Tekniska högskolan 1886 var Sebenius anställd vid Tabergs gruvor 1886–1887. 1888 begav han sig till USA. Resan gjordes i studiesyfte, men sedan han erhållit anställning vid New Jerseys geologiska undersökningar 1888–1889, kom han att stanna kvar i USA. 1890–1892 var han biträdande ingenjör hos Witherbee-Sherman Company i staten New York och gjorde sig där känd för nya metoder för utvinning av metall ur magnetitmalm. Från 1892 var han verksam i Minnesota, dit han begav sig för att undersöka och kartlägga Mesabi Ranges nyupptäckta järnmalmsfält, vars betydelse han insett. Under fyra år verkställde han en systematisk utforskning av hela området. Hans 1896 fullbordade karta över Mesabi Range, som införlivades med U. S. Geological Survey Monographs, var grundläggande för alla följande kartläggningsarbeten i området. Sebenius var gruvingenjör vid Ruchlean-Ray-bolaget i Duluth, Minnesota och vid Lake Superior Consolidated Iron Mines 1898–1901. Då detta företag 1901 kom under kontroll av United Steel Company, blev Sebenius gruvingenjör och undersökningsledare vid bolagets dotterföretag Oliver Iron Mining Company, där han 1906–1930 var överingenjör och ledde planläggningen av arbetet vid Mesabi Range. Sebenius var personligen intressent i olika gruvföretag i USA och Mexiko och hade även intima förbindelser med svenska gruvintressenter. Han var rådgivande ingenjör vid unionens gruvbyrå och bidrog verksamt till utvecklingen av bergsskolan, experimentalstationen och lantbruksskolan i Minnesota.